# Метод лактаційної аменореї
Ме́тод лактаці́йної аменоре́ї (МЛА) — природний спосіб контрацепції, що базується на фізіологічному ефекті пригнічення овуляції при грудному вигодовуванні. Тривалість ановуляції варіює від 4 до 6 місяців після пологів, хоча у деяких жінок овуляція поновлюється на другому місяці післяпологового періоду. Якщо грудне вигодовування не є основним методом годування дитини, жінка може завагітніти на 4-6 тижні після пологів. Якщо грудне вигодовування є основним методом годування дитини, вагітність можлива на 6 місяці після пологів. Ефективність при правильному застосуванні до 6 місяців після пологів близько 98%.

## Історія
Хоча переваги грудного годування для здоров'я дитини загальновідомі, використання лактаційної аменореї як методу планування сім'ї було визначене не так давно. Міжнародна група вчених, що зібралася у 1988 році в Центрі з досліджень та конференцій в Белладжіо (Італія), розглянула наукові дані про дію грудного годування на фертильність. Учасники групи дійшли висновку, що жінки, які не користуються контрацептивами, але повністю або майже повністю годують грудьми, і в яких спостерігається аменорея, мають дуже малий ризик (менше 2%) завагітніти у перші 6 місяців після пологів. Висновки, сформульовані цією групою, стали відомі як „Консенсус в Белладжіо”. „Консенсус” став науковою базою для визначення станів, за яких грудне годування може безпечно застосовуватися для планування інтервалів між пологами. Було розроблено правила з використання лактаційної аменореї як методу планування сім'ї.

## Механізм дії
Під час лактації розвивається тимчасова фізіологічна неможливість завагітніти. Частота і тривалість грудного годування визначають довготривалість ановуляторного безпліддя внаслідок зменшення пульсуючого виділення гонадотропін-рилізинг-гормону (ГТРГ), що, в свою чергу, призводить до пригнічення секреції лютеогормону (ЛГ), необхідного для нормальної активності яєчників. Дослідження показали, що під час грудного годування у гіпоталамусі зменшується вміст опіоїдів, що впливають на виділення ГТРГ. Від частоти і тривалості годування грудьми залежить вироблення пролактину. Смоктання грудей новонародженим викликає два рефлекси, що стимулюють секрецію молока:
- пролактиновий рефлекс: нервові імпульси від навколососкових ділянок шкіри передаються до блукаючого нерва, а потім до гіпоталамуса, де нейропептиди стимулюють продукцію пролактину у гіпофізі, що призводить до секреції молока і до ановуляції;
- рефлекс виділення молока: імпульси від навколососкової зони досягають задньої частки гіпофіза, де у відповідь секретується окситоцин, що зумовлює скорочення молочної залози і виділення молока[2].

## Умови ефективності методу
- Виключно грудне вигодовування без догодовування.
- Годування дитини з обох грудей на її вимогу приблизно 8-10 разів на добу. Вночі необхідно годувати дитину щонайменше 1 раз (інтервал між годуваннями вночі не повинен перевищувати 6 годин).
- Менструації ще не з'явилися.
- Після пологів пройшло не більше 6 місяців.

При введенні догодовування і збільшенні інтервалів між годуваннями ефективність методу різко знижується.
Відновлення менструацій означає відновлення фертильності, тому необхідно почати використовувати інший прийнятний метод контрацепції. При цьому рекомендується продовжувати грудне вигодовування.
Необхідно почати використовувати інший метод контрацепції, якщо або поновилися менструації, або вона більше не годує виключно грудьми, або дитині виповнилося 6 місяців. Варто проконсультуйтеся з лікарем перш, ніж починати використовувати інший метод контрацепції.